# Walter Frank Raphael Weldon
Walter Frank Raphael Weldon ( * Highgate, Londres 15 de Março de 1860 - Oxford, 13 de Abril de 1906) foi um zoólogo evolutivo e biométrico britânico.

## Obra
Inicialmente interessado na morfología, Weldon virou o foco da sua atenção progressivamente para os problemas de variação e correlação orgânica. Começou a utilizar as técnicas estatísticas desenvolvidas por Francis Galton. A partir de então, Weldon chegou ao convencimento de que "o problema da evolução animal é fundamentalmente um problema estatístico". Weldon começou a trabalhar com o matemático Karl Pearson até à obtenção de uma cátedra em anatomia comparada, em 1899. 
Em 1900 foi redescoberta a obra de Gregor Mendel, o que provocou um conflito entre Weldon e Pearson e William Bateson, contrário aos biométricos. A polémica afectou muitos dos aspectos da natureza da evolução e do valor do método estatístico. O debate se prolongou intensamente até à morte de Weldon em 1906, ainda que a polémica geral entre biométricos e mendelianos continuou até à fundação da síntese evolutiva moderna nos anos 1930.